# Conocarpus

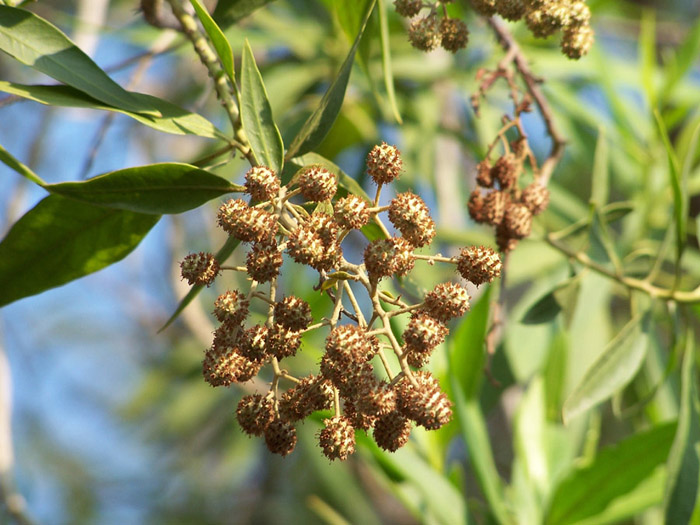
Fruits de Conocarpus lancifolius

Conocarpus és un gènere de plantes amb flor de la família Combretaceae.

## Descripció
Són arbres que creixen als manglars, preferentment als baixos de marea fangosos i a les vores de les desembocadures de rieres o rius estacionals. Són arbusts densos amb moltes tiges dures que poden créixer fins als 20 m d'alçada.
Conocarpus és un dels tres gèneres de mangles de la família Combretaceae, els altres són Laguncularia i Lumnitzera.

## Espècies
Actualment n'hi ha dues espècies: 
- Conocarpus erectus L. de distribució pantropical.
- Conocarpus lancifolius zona del mar d'Eritrea

### Espècies que ja no pertanyen al gènereConocarpus
- Conocarpus acuminatus → Anogeissus acuminata
- Conocarpus latifolius → Anogeissus latifolia
- Conocarpus leiocarpus → Anogeissus leiocarpa
- Conocarpus racemosus → Laguncularia racemosa